# Bagnall
Bagnall es una parroquia civil y un pueblo del distrito de Staffordshire Moorlands, en el condado de Staffordshire (Inglaterra).

## Geografía
Según la Oficina Nacional de Estadística británica, Bagnall tiene una superficie de 7,55 km².

## Demografía
Según el censo de 2001, Bagnall tenía 700 habitantes (49% varones, 51% mujeres) y una densidad de población de 92,72 hab/km². El 15,71% eran menores de 16 años, el 74% tenían entre 16 y 74, y el 10,29% eran mayores de 74. La media de edad era de 43,83 años. Del total de habitantes con 16 o más años, el 21,53% estaban solteros, el 63,05% casados, y el 15,42% divorciados o viudos.
El 99% de los habitantes eran originarios del Reino Unido. El resto de países europeos englobaban al 0,43% de la población, mientras que el 0,57% había nacido en cualquier otro lugar. Según su grupo étnico, el 99% eran blancos, el 0,43% mestizos, y el 0,57% asiáticos. El cristianismo era profesado por el 82% y el hinduismo por el 0,57%, mientras que el 10,29% no eran religiosos y el 7,14% no marcaron ninguna opción en el censo.
Había 279 hogares con residentes, 11 vacíos, y 3 eran alojamientos vacacionales o segundas residencias.